# Orchestina sechellorum
Orchestina sechellorum är en spindelart som beskrevs av Benoit 1979. Orchestina sechellorum ingår i släktet Orchestina och familjen dansspindlar.
Artens utbredningsområde är Seychellerna. Inga underarter finns listade i Catalogue of Life.